# Општина Сан Педро Почутла (Оахака)
Сан Педро Почутла (шп. San Pedro Pochutla) општина је у Мексику у савезној држави Оахака. Општина се налази на надморској висини од 160 м.

## Становништво
Према подацима из 2010. у општини је живело 43860 становника.

### Хронологија
| Година       | 2000                  | 2005                  | 2010                  |
| ------------ | --------------------- | --------------------- | --------------------- |
| Становништво | 36982 (18592 / 18390) | 38798 (18957 / 19841) | 43860 (21514 / 22346) |

### Попис
| \| \| м \| \| \| ж \| \| 0—2 \| 1.373 \| \| \| 1.308 \| \| 3—5 \| 1.398 \| \| \| 1.401 \| \| 6—11 \| 2.957 \| \| \| 2.884 \| \| 12—14 \| 1.629 \| \| \| 1.480 \| \| 15—17 \| 1.557 \| \| \| 1.605 \| \| 18—24 \| 2.736 \| \| \| 2.984 \| \| 60+ \| 1.855 \| \| \| 1.943 \| \| Просек : \| 27,1 \| \| \| 27,9 \| |       |  |  |       |
| |       |  |  |       |
| | м     |  |  | ж     |
| 0—2 | 1.373 |  |  | 1.308 |
| 3—5 | 1.398 |  |  | 1.401 |
| 6—11 | 2.957 |  |  | 2.884 |
| 12—14 | 1.629 |  |  | 1.480 |
| 15—17 | 1.557 |  |  | 1.605 |
| 18—24 | 2.736 |  |  | 2.984 |
| 60+ | 1.855 |  |  | 1.943 |
| Просек : | 27,1  |  |  | 27,9  |

| #   | Индикатор                                                                                        | Вредност |
| --- | ------------------------------------------------------------------------------------------------ | -------- |
| 1   | Становништво од 0 до 2 године                                                                    | 2681     |
| 2   | Мушко становништво од 0 до 2 године                                                              | 1373     |
| 3   | Женско становништво од 0 до 2 године                                                             | 1308     |
| 4   | Становништво са 3 и више година                                                                  | 40965    |
| 5   | Мушко становништво са 3 и више година                                                            | 20034    |
| 6   | Женско становништво са 3 и више година                                                           | 20931    |
| 7   | Становништво са 5 и више година                                                                  | 39133    |
| 8   | Мушко становништво са 5 и више година                                                            | 19130    |
| 9   | Женско становништво са 5 и више година                                                           | 20003    |
| 10  | Становништво са 12 и више година                                                                 | 32325    |
| 11  | Мушко становништво са 12 и више година                                                           | 15679    |
| 12  | Женско становништво са 12 и више година                                                          | 16646    |
| 13  | Становништво са 15 и више година                                                                 | 29216    |
| 14  | Мушко становништво са 15 и више година                                                           | 14050    |
| 15  | Женско становништво са 15 и више година                                                          | 15166    |
| 16  | Становништво са 18 и више година                                                                 | 26054    |
| 17  | Мушко становништво са 18 и више година                                                           | 12493    |
| 18  | Женско становништво са 18 и више година                                                          | 13561    |
| 19  | Становништво од 3 до 5 година                                                                    | 2799     |
| 20  | Мушко становништво од 3 до 5 година                                                              | 1398     |
| 21  | Женско становништво од 3 до 5 година                                                             | 1401     |
| 22  | Становништво од 6 до 11 година                                                                   | 5841     |
| 23  | Мушко становништво од 6 до 11 година                                                             | 2957     |
| 24  | Женско становништво од 6 до 11 година                                                            | 2884     |
| 25  | Становништво од 8 до 14 година                                                                   | 7061     |
| 26  | Мушко становништво од 8 до 14 година                                                             | 3628     |
| 27  | Женско становништво од 8 до 14 година                                                            | 3433     |
| 28  | Становништво од 12 до 14 година                                                                  | 3109     |
| 29  | Мушко становништво од 12 до 14 година                                                            | 1629     |
| 30  | Женско становништво од 12 до 14 година                                                           | 1480     |
| 31  | Становништво од 15 до 17 година                                                                  | 3162     |
| 32  | Мушко становништво од 15 до 17 година                                                            | 1557     |
| 33  | Женско становништво од 15 до 17 година                                                           | 1605     |
| 34  | Становништво од 18 до 24 године                                                                  | 5720     |
| 35  | Мушко становништво од 18 до 24 године                                                            | 2736     |
| 36  | Женско становништво од 18 до 24 године                                                           | 2984     |
| 37  | Женско становништво од 15 до 49 година                                                           | 11639    |
| 38  | Становништво са 60 и више година                                                                 | 3798     |
| 39  | Мушко становништво са 60 и више година                                                           | 1855     |
| 40  | Женско становништво са 60 и више година                                                          | 1943     |
| 41  | Однос између мушкараца и жена                                                                    | 96.28    |
| 42  | Становништво од нуле до 14 година                                                                | 14430    |
| 43  | Становништво од 15 до 64 године                                                                  | 26575    |
| 44  | Становништво од 65 година и више                                                                 | 2641     |
| 45  | Просечан број деце                                                                               | 2.65     |
| 46  | Становништво рођено у ентитету                                                                   | 42026    |
| 47  | Мушко становништво рођено у ентитету                                                             | 20494    |
| 48  | Женско становништво рођено у ентитету                                                            | 21532    |
| 49  | Становништво рођено у другом ентитету                                                            | 1253     |
| 50  | Мушко становништво рођено у другом ентитету                                                      | 707      |
| 51  | Женско становништво рођено у другом ентитету                                                     | 546      |
| 52  | Становништво од 5 година и више резидентно у ентитету у јуну 2005. године                        | 37900    |
| 53  | Мушко становништво старосног доба од 5 година и више, резидентно у ентитету у јуну 2005. године  | 18361    |
| 54  | Женско становништво старосног доба од 5 и више година, резидентно у ентитету у јуну 2005. године | 19539    |
| 55  | Становништво од 5 година и више које је живело у другом ентитету у јуну 2005. године             | 501      |
| 56  | Мушко становништво старије од 5 година које је живело у другом ентитету у јуну 2005. године      | 269      |
| 57  | Женско становништво старије од 5 година које је живело у другом ентитету у јуну 2005. године     | 232      |
| 58  | Становништво од 3 године и више које говори аутохтони језик                                      | 3627     |
| 59  | Мушко становништво старо 3 године и више које говори аутохтони језик                             | 1789     |
| 60  | Женско становништво старо 3 године и више које говори аутохтони језик                            | 1838     |
| 61  | Становништво од 3 године и више које говори аутохтони језик и не говори шпански језик            | 131      |
| 62  | Мушко становништво старо 3 године и више које говори аутохтони језик и не говори шпански         | 51       |
| 63  | Женско становништво старо 3 године и више које говори аутохтони језик и не говори шпански језик  | 80       |
| 64  | Становништво старо 3 године и више које говори аутохтони језик и шпански                         | 3390     |
| 65  | Мушко становништво старо 3 године и више које говори аутохтони језик и шпански                   | 1690     |
| 66  | Женско становништво старо 3 године и више које говори аутохтони језик и шпански                  | 1700     |
| 67  | Становништво од 5 година и више које говори аутохтони језик                                      | 3570     |
| 68  | Становништво од 5 година и више које говори аутохтони језик и не говори шпански језик            | 124      |
| 69  | Становништво од 5 година и више које говори аутохтони језик и говори шпански језик               | 3341     |
| 70  | Становништво у домородачким домаћинствима                                                        | 6924     |
| 71  | Становништво са ограничењима у активностима                                                      | 2131     |
| 72  | Становништво са ограниченим ходањем или кретањем, горе или доле                                  | 1056     |
| 73  | Становници са ограничењима вида, чак и уз кориштење сочива                                       | 731      |
| 74  | Становништво са ограничењима говора, комуникације или конверзације                               | 210      |
| 75  | Становништво са ограниченим слухом                                                               | 320      |
| 76  | Становништво са ограничењима при одевању, купању или јелу                                        | 67       |
| 77  | Становништво са ограничењима у опажању или учењу једноставних ствари                             | 77       |
| 78  | Становништво са менталним ограничењима                                                           | 187      |
| 79  | Становништво без ограничења активности                                                           | 41260    |
| 80  | Становништво од 3 до 5 година које не похађа школу                                               | 1865     |
| 81  | Мушко становништво од 3 до 5 година које не похађа школу                                         | 935      |
| 82  | Женско становништво од 3 до 5 година које не похађа школу                                        | 930      |
| 83  | Становништво од 6 до 11 година које не похађа школу                                              | 364      |
| 84  | Мушко становништво од 6 до 11 година које не похађа школу                                        | 179      |
| 85  | Женско становништво од 6 до 11 година које не похађа школу                                       | 185      |
| 86  | Становништво од 12 до 14 година које не похађа школу                                             | 325      |
| 87  | Мушко становништво од 12 до 14 година које не похађа школу                                       | 154      |
| 88  | Женско становништво од 12 до 14 година које не похађа школу                                      | 171      |
| 89  | Становништво од 15 до 17 година похађа школу                                                     | 1852     |
| 90  | Мушко становништво од 15 до 17 година похађа школу                                               | 925      |
| 91  | Женско становништво између 15 и 17 година живота у школи                                         | 927      |
| 92  | Становништво од 18 до 24 године похађа школу                                                     | 919      |
| 93  | Мушко становништво од 18 до 24 године похађа школу                                               | 449      |
| 94  | Женско становништво од 18 до 24 године похађа школу                                              | 470      |
| 95  | Становништво од 8 до 14 година које не може да чита и пише                                       | 545      |
| 96  | Мушко становништво старосног доба од 8 до 14 година које не може да чита и пише                  | 317      |
| 97  | Женско становништво старосног доби од 8 до 14 година које не може да чита и пише                 | 228      |
| 98  | Становништво од 15 година и више које је неписмено                                               | 5285     |
| 99  | Мушко становништво од 15 година и више које је неписмено                                         | 1926     |
| 100 | Женско становништво од 15 година и више које је неписмено                                        | 3359     |
| 101 | Становништво старо 15 и више година без школовања                                                | 5444     |
| 102 | Мушко становништво старо 15 и више година без школовања                                          | 2092     |
| 103 | Женско становништво старо 15 и више година без школовања                                         | 3352     |
| 104 | Становништво старосног доба 15 и више година са непотпуним основним образовањем                  | 4928     |
| 105 | Мушко становништво старосног доба од 15 година и више са непотпуном основним образовањем         | 2384     |
| 106 | Женско становништво старосног доба 15 и више година са непотпуном основним образовањем           | 2544     |
| 107 | Становништво старо 15 и више година са комплетним основним образовањем                           | 5689     |
| 108 | Мушко становништво старо 15 година и више са комплетним основним образовањем                     | 2769     |
| 109 | Женско становништво старо 15 и више година са комплетним основним образовањем                    | 2920     |
| 110 | Становништво старосног доба 15 и више година са непотпуним средњим образовањем                   | 1706     |
| 111 | Мушко становништво старосног доба од 15 година и више са непотпуним средњим образовањем          | 965      |
| 112 | Женско становништво старосног доба од 15 година и више са непотпуним средњим образовањем         | 741      |
| 113 | Становништво старо 15 и више година са пуним секундарном образовањем                             | 5539     |
| 114 | Мушко становништво старосног доба од 15 година и више са пуним секундарном образовањем           | 2828     |
| 115 | Женско становништво старосног доба од 15 година и више са пуним секундарном образовањем          | 2711     |
| 116 | Становништво старије од 18 година са постосновним образовањем                                    | 5149     |
| 117 | Мушко становништво старије од 18 година са постосновним образовањем                              | 2663     |
| 118 | Женско становништво старије од 18 година са постосновним образовањем                             | 2486     |
| 119 | Просечна оцена школовања                                                                         | 6.37     |
| 120 | Просечан ниво образовања мушке популације                                                        | 6.74     |
| 121 | Просечан ниво образовања женског становништва                                                    | 6.03     |
| 122 | Економски активно становништво                                                                   | 16486    |
| 123 | Економски активна мушка популација                                                               | 11809    |
| 124 | Економски активна женска популација                                                              | 4677     |
| 125 | Становништво које није економски активно                                                         | 15655    |
| 126 | Мушко становништво које није економски активно                                                   | 3734     |
| 127 | Женско становништво које није економски активно                                                  | 11921    |
| 128 | Запослено становништво                                                                           | 15926    |
| 129 | Запослено мушко становништво                                                                     | 11333    |
| 130 | Запослено женско становништво                                                                    | 4593     |
| 131 | Незапослена популација                                                                           | 560      |
| 132 | Незапослена мушка популација                                                                     | 476      |
| 133 | Незапослена женска популација                                                                    | 84       |
| 134 | Становништво без права на здравствене услуге                                                     | 18015    |
| 135 | Становништво које има право на здравствене услуге                                                | 25528    |
| 136 | Становништво које има право на ИМСС                                                              | 3947     |
| 137 | Становништво које има право на социјално осигурање                                               | 2312     |
| 138 | Становништво које има право на државно социјално осигурање                                       | 130      |
| 139 | Становништво које има право на опште осигурање или здравствено осигурање за нову генерацију      | 18542    |
| 140 | Становништво које је било једном или није било у браку током 12 година и више                    | 12230    |
| 141 | Венчано или уједињено становништво од 12 година и више                                           | 16998    |
| 142 | Становништво које је било у браку или уједињено 12 година и више                                 | 3017     |
| 143 | Становништво са католичком религијом                                                             | 35719    |
| 144 | Протестанти, еванђелисти и библијски следбеници различити од еванђелиста                         | 5729     |
| 145 | Становништво са другим религијама различитим од претходних                                       | 51       |
| 146 | Становништво без религије                                                                        | 1892     |
| 147 | Укупно пописаних домаћинства                                                                     | 10317    |
| 148 | Пописна домаћинства на челу са мушкарцима                                                        | 7638     |
| 149 | Пописна домаћинства на челу са женама                                                            | 2679     |
| 150 | Становништво у пописним домаћинствима                                                            | 43210    |
| 151 | Становништво у пописним домаћинствима на челу са мушкарцима                                      | 33487    |
| 152 | Становништво у пописним домаћинствима на челу са женама                                          | 9723     |
| 153 | Укупно домаћинстава                                                                              | 12675    |
| 154 | Укупно насељених домаћинстава                                                                    | 10407    |
| 155 | Укупно приватних кућа                                                                            | 12585    |
| 156 | Насељени приватни домови                                                                         | 10317    |
| 157 | Укупно насељених приватних кућа                                                                  | 10386    |
| 158 | Ненасељене приватне куће                                                                         | 1588     |
| 159 | Појединачна домаћинства за привремену употребу                                                   | 680      |
| 160 | Становници у насељеним приватним кућама                                                          | 43210    |
| 161 | Насељеност станара у приватним становима                                                         | 4.19     |
| 162 | Просечно становника по соби у приватним насељеним домаћинствима                                  | 1.63     |
| 163 | Појединачна домаћинства са подовима од различитих материјала од земље                            | 7893     |
| 164 | Појединачна домаћинства у приземљу                                                               | 2379     |
| 165 | Појединачна домаћинства са једном спаваћом собом                                                 | 5911     |
| 166 | Појединачна домаћинства са две спаваће собе и више                                               | 4374     |
| 167 | Појединачна домаћинства са једним собом                                                          | 2278     |
| 168 | Појединачна домаћинства са две собе                                                              | 3401     |
| 169 | Појединачна домаћинства са 3 собе и више                                                         | 4599     |
| 170 | Појединачна домаћинства која имају електрично светло                                             | 9553     |
| 171 | Појединачна домаћинства која немају електрично светло                                            | 723      |
| 172 | Појединачна домаћинства која имају водоводну воду у стамбеном простору                           | 6311     |
| 173 | Појединачна домаћинства која немају водоводну воду у стамбеном простору                          | 3965     |
| 174 | Појединачна домаћинства која имају тоалет                                                        | 9698     |
| 175 | Појединачна домаћинства која имају канализацију                                                  | 8336     |
| 176 | Појединачна домаћинства која немају канализацију                                                 | 1924     |
| 177 | Појединачна домаћинства која имају електрично светло, довод воде из јавне мреже и канализацију   | 5429     |
| 178 | Појединачна домаћинства без икаквих услова                                                       | 1183     |
| 179 | Појединачна домаћинства која имају радио                                                         | 7229     |
| 180 | Појединачна домаћинства која имају телевизор                                                     | 7483     |
| 181 | Појединачна домаћинства која имају фрижидер                                                      | 6405     |
| 182 | Појединачна домаћинства која имају машину за веш                                                 | 3086     |
| 183 | Појединачна домаћинства која имају аутомобил или комби                                           | 1553     |
| 184 | Појединачна домаћинства која имају рачунар                                                       | 1057     |
| 185 | Појединачна домаћинства која имају фиксну телефонску линију                                      | 1234     |
| 186 | Појединачна домаћинства која имају мобилни телефон                                               | 4304     |
| 187 | Појединачна домаћинства која имају приступ интернету                                             | 514      |